# Martha Thomas
Martha Ellen Thomas (* 31. Mai 1996 in Malmesbury, Wiltshire) ist eine schottische Fußballspielerin und seit 2020 A-Nationalspielerin.

## Karriere

### Vereine
Thomas begann in Dorchester beim örtlichen Fußballverein mit dem Fußballspielen. Mit ihrer Familie 2001 in die Vereinigten Staaten gelangt, gehörte sie zuletzt im Jahr 2013 dem in Weston ansässigen Weston FC an. Mit ihrem Abschluss an der American Heritage School in Plantation begab sie sich zwecks Aufnahme eines Studiums im Hauptfach Sportwissenschaft an die University of North Carolina at Charlotte. Während ihrer Studienzeit bestritt sie für das Sport-Team der Bildungseinrichtung, die Charlotte 49ers, 78 Meisterschaftsspiele in der American Athletic Conference innerhalb der NCAA Division I, in denen sie 47 Tore erzielte.
In Frankreich kam sie für den Le Havre AC in 13 Punktspielen in der Division 2 Féminine, der zweithöchsten Spielklasse, zum Einsatz, in denen sie sechs Tore erzielte. Ihr Debüt gab sie am 21. Oktober 2018 (7. Spieltag) bei der 0:1-Niederlage im Heimspiel gegen Stade Reims; ihr erstes Tor erzielte sie am 4. November 2018 (9. Spieltag) beim 3:1-Sieg über den Arras FCF  mit dem Treffer zum 2:0 in der 51. Minute.
In England spielte sie anschließend für den Erstlisten West Ham United und bestritt von 2019 bis 2021 26 Punktspiele, in denen sie acht Tore erzielte. Bei diesem Verein gelang ihr am 3. April 2021 (19. Spieltag) beim 5:0-Sieg im Auswärtsspiel gegen den FC Reading mit den Treffern zum 3:0, 4:0 und 5:0 in der 11., 29. und 37. Minute ihr erster Hattrick. Von 2021 bis 2023 war sie für den Ligakonkurrenten Manchester United in 38 Punktspielen mit sechs Toren aktiv.
Im Finale um den FA Women’s Cup war sie mit ihrer Mannschaft 2023 dem FC Chelsea mit 0:1 unterlegen, wie auch im Jahr darauf Manchester United mit 0:4 – jedoch als Spielerin von Tottenham Hotspur.

### Nationalmannschaft
Thomas bestritt vom 4. März 2020 bis zum 8. April 2025 46 A-Länderspiele für den SFA. Ihr Debüt gab sie in San Pedro del Pinatar beim 3:0-Sieg über die Nationalmannschaft der Ukraine im ersten Turnierspiel um den Pinatar-Cup; sie erzielte mit den Treffern zum 1:0 und 2:0 in der 23. und 73. Minute ihre ersten beiden Länderspieltore. Im dritten Spiel, in dem sie das zweite Mal zum Einsatz kam, reichte das am 10. März mit 2:1 gewonnenen Spiel gegen die Nationalmannschaft Nordirlands zum Turniersieg. Im Turnier 2022 wurde sie am 16. und 19. Februar erneut berücksichtigt (1:3 vs. Wales, 2:0 vs. Slowakei), in der ihr im zweiten Spiel erneut ein Tor gelang. Im Turnier 2023 bestritt sie alle drei Spiele, 2024 zwei, in denen sie drei Tore erzielte und damit zur besten Torschützin des Turniers avancierte.
Sie bestritt zudem sechs in Freundschaft ausgetragene Länderspiele, in denen ihr am 14. Juli 2023 beim 3:0-Sieg über die Nationalmannschaft Nordirlands der Treffer zum Endstand in der 39. Minute gelang. Sie kam des Weiteren in zehn EM-Qualifikationsspielen zum Einsatz, in denen ihr sieben Tore gelangen (davon vier am 4. Juni 2024 in Budaörs (Ungarn) beim 5:0-Sieg über die Nationalmannschaft Israels), wie auch zwei in vier Spielen in den Ausscheidungsspielen (1. Runde; Weg 2 und 2. Runde). In der WM-Qualifikationsgruppe 2 wurde sie in den ersten beiden und in den letzten drei Spielen (mit fünf Toren beteiligt) und in jeweils einem Spiel der ersten und zweiten Runde der Ausscheidungsrunde der Gruppenzweiten berücksichtigt.
Im Premiere-Wettbewerb der UEFA Women’s Nations League wurde sie in allen sechs Spielen der Gruppe A1, wie auch in allen vier Spielen der Gruppe A1 zwei Jahre später eingesetzt.

## Erfolge
Nationalmannschaft
- Pinatar-Cup-Siegerin: 2020
- Torschützenkönigin
  - Pinatar Cup 2020 (2 Tore); gemeinsam mit Abby Grant (SCO) und Daryna Apanaschtschenko (UKR)
  - Pinatar Cup 2024 (3 Tore)

Manchester United
- FA-Women’s-Cup-Finalistin: 2023

Tottenham Hotspur
- FA-Women’s-Cup-Finalistin: 2024